# البطولات الوطنية الأمريكية 1942 (كرة مضرب)
قائمة بالأبطال في 1942 البطولات الوطنية الأمريكية لكرة المضرب (المعروفة الآن باسم أمريكا المفتوحة):

## الكبار

### فردي رجال
تيد شرورد هزم  فرانك باركر 8-6 7-5 3-6 4-6 6-2

### فردي سيدات
باولينا باتز آدي هزم  لويس بروه كلاب 4-6, 6-1, 6-4